# Drew Neilson
Drew Neilson (ur. 15 czerwca 1974 w Vernon) – kanadyjski snowboardzista, brązowy medalista mistrzostw świata.

## Kariera
Po raz pierwszy na arenie międzynarodowej pokazał się 28 marca 1997 roku w Big White, gdzie podczas zawodów FIS Race zajął 39. miejsce w halfpipe'ie. Nigdy nie wystąpił na Mistrzostwa świata juniorów w snowboardzie.
W zawodach Pucharu Świata zadebiutował 14 grudnia 1997 roku w Whistler, wygrywając rywalizację w snowcrossie. Tym samym już w swoim debiucie nie tylko wywalczył pierwsze pucharowe punkty, ale od razu odniósł zwycięstwo. W zawodach tych wyprzedził swego rodaka, Shina Camposa i Pontusa Ståhlkloo ze Szwecji. Łącznie 19 razy stawał na podium zawodów PŚ, odnosząc przy tym dziewięć zwycięstw (wszystkie w snowcrossie). Najlepsze wyniki osiągnął w sezonie 2003/2004, kiedy to zajął trzecie miejsce w klasyfikacji generalnej i klasyfikacji snowcrossu. Ponadto w klasyfikacji snowcrossu był najlepszy w sezonie 2006/2007 drugi w sezonach 2001/2002 i 2005/2006 oraz trzeci w sezonie 1997/1998.
Jego największym sukcesem jest brązowy medal w snowcrossie zdobyty na mistrzostwach świata w Kreischbergu w 2003 roku. Lepsi w tych zawodach okazali się jedynie Francuz Xavier de Le Rue i Seth Wescott z USA. Był też dziesiąty podczas rozgrywanych cztery lata później mistrzostw świata w Arosie. W 2006 roku wystartował na igrzyskach olimpijskich w Turynie, zajmując siedemnaste miejsce. Brał też udział w igrzyskach w Vancouver w 2010 roku, gdzie rywalizację w snowcrossie ukończył na jedenastej pozycji.
W 2010 roku zakończył karierę.

## Osiągnięcia

### Igrzyska olimpijskie
| Miejsce | Dzień     | Rok  | Miejscowość | Konkurencja | Zwycięzca    |
| ------- | --------- | ---- | ----------- | ----------- | ------------ |
| 17.     | 16 lutego | 2006 | Turyn       | Snowcross   | Seth Wescott |
| 11.     | 15 lutego | 2010 | Vancouver   | Snowcross   | Seth Wescott |

### Mistrzostwa świata
| Miejsce | Dzień       | Rok  | Miejscowość | Konkurencja | Zwycięzca        |
| ------- | ----------- | ---- | ----------- | ----------- | ---------------- |
| 3.      | 19 stycznia | 2003 | Kreischberg | Snowcross   | Xavier de Le Rue |
| 10.     | 14 stycznia | 2007 | Arosa       | Snowcross   | Xavier de Le Rue |

### Puchar Świata

#### Miejsca w klasyfikacji generalnej
- sezon 1997/1998: 24.
- sezon 1998/1999: 91.
- sezon 1999/2000: 102.
- sezon 2001/2002: -
- sezon 2002/2003: -
- sezon 2003/2004: 3.
- sezon 2004/2005: -
- sezon 2005/2006: 8.
- sezon 2006/2007: 11.
- sezon 2007/2008: 21.
- sezon 2008/2009: 90.
- sezon 2009/2010: 74.

#### Miejsca na podium
1. Whistler – 14 grudnia 1997 (snowcross) - 1. miejsce
2. Valle Nevado – 6 września 2001 (snowcross) - 3. miejsce
3. Tignes – 17 listopada 2001 (snowcross) - 3. miejsce
4. Bad Gastein – 30 stycznia 2002 (snowcross) - 2. miejsce
5. Ruka – 15 marca 2002 (snowcross) - 2. miejsce
6. Valle Nevado – 13 września 2002 (snowcross) - 1. miejsce
7. Arosa – 16 marca 2003 (snowcross) - 1. miejsce
8. Jōetsu – 26 lutego 2004 (snowcross) - 1. miejsce
9. Jōetsu – 27 lutego 2004 (snowcross) - 3. miejsce
10. Mount Bachelor – 6 marca 2004 (snowcross) - 2. miejsce
11. Valle Nevado – 16 września 2004 (snowcross) - 1. miejsce
12. Bad Gastein – 4 stycznia 2006 (snowcross) - 1. miejsce
13. Bad Gastein – 5 stycznia 2006 (snowcross) - 2. miejsce
14. Furano – 17 lutego 2007 (snowcross) - 1. miejsce
15. Lake Placid – 8 marca 2007 (snowcross) - 1. miejsce
16. Lake Placid – 11 marca 2007 (snowcross) - 1. miejsce
17. Stoneham – 17 marca 2007 (snowcross) - 3. miejsce
18. Valle Nevado – 26 września 2007 (snowcross) - 3. miejsce
19. Lake Placid – 1 marca 2008 (snowcross) - 2. miejsce

- W sumie 9 zwycięstw, 5 drugich i 5 trzecich miejsc.